# E.J. Onu
Ejiofor Johnson Onu, detto E.J. (Cleveland, 31 luglio 1999), è un cestista statunitense.

## Palmarès
- Campionato polacco: 1

Legia Varsavia: 2024-2025